# 6. Festival des politischen Liedes
6. Festival des politischen Liedes es un álbum en directo interpretado por artistas de diversas nacionalidades, grabado entre el 7 y el 14 de febrero de 1976 en el contexto de la sexta versión del Festival de la canción política (en alemán: Festival des politischen Liedes) organizado por la Juventud Libre Alemana (FDJ) en el este de Berlín, en la época de la República Democrática Alemana.
Entre los intérpretes de habla hispana en el álbum se encuentran los chilenos Isabel Parra y Ángel Parra, así como los cubanos de Banda Moncada.

## Lista de canciones
| N.º | Título                            | Música      | Intérprete                 | Duración |  |
| 1.  | «Mannesmannballade»               |             | Peter, Paul y Barmberk     |          |  |
| 2.  | «Scottish folk dances»            |             | The Whistlebinkies         |          |  |
| 3.  | «Auf,auf zum kampf»               |             | Perry Friedman             |          |  |
| 4.  | «Bjelorusski woksal»              |             | Studentisches Liedtheater  |          |  |
| 5.  | «Kampf dem schicksal»             |             | Gruppe Rafidain            |          |  |
| 6.  | «The blackleg miner»              |             | Ted McKenna                |          |  |
| 7.  | «Poder popular»                   |             | Santocas                   |          |  |
| 8.  | «Ein Friendenslid»                |             | Oktoberklub                |          |  |
| 9.  | «Kapitalens almene krise»         |             | Søren Sidevinds Spillemænd |          |  |
| 10. | «Se abrirán las grandes alamedas» | Ángel Parra | Ángel Parra e Isabel Parra |          |  |
| 11. | «Freedom»                         |             | Pete Wyoming               |          |  |
| 12. | «Les communistas»                 |             | Pia Colombo                |          |  |
| 13. | «Optimistisches Lied»             |             | Gruppe Schicht             |          |  |
| 14. | «Experiencia»                     |             | Luis Cília y Pedro Cabal   |          |  |
| 15. | «Nos vemos en La Habana»          |             | Grupo Moncada              |          |  |